# Villa La Prairie
La Villa La Prairie est une villa située au Touquet-Paris-Plage, au 1257, avenue du Golf, dans le quartier résidentiel du Golf, où se trouvent les villas années 1930 les plus vastes de la station.
Construite en 1928 par l'architecte Louis Quételart, elle est décrite comme « l'une des plus importantes réalisations touquettoises de l'architecte » dans l'Inventaire général du patrimoine culturel français.
La villa rassemble un grand nombre des traits caractéristiques du style Louis Quételart, et constitue l'expression de la villa à la française avec de larges ouvertures au sud, de grandes hauteurs sous plafond, un séjour-salon en enfilade digne d'une salle de bal. Louis Quételart s'inspire de l'architecture régionale, à la fois picarde et flamande, offrant au Touquet une expression architecturale autochtone aux côtés du sacro-saint style anglo-normand.
Le commanditaire de l'œuvre, Mme Sirot, n'aurait posé qu'une seule requête : un nombre suffisant de chambres de personnel. Une large partie de la villa leur fut consacrée.
La villa figure au programme des promenades architecturales de la station, mais ne se visite pas.